# 다카야마 우콘
다카야마 우콘(일본어: 高山右近, 1552년 ~ 1615년)은 센고쿠 시대부터 에도 시대 초기까지의 무장, 다이묘이다. 일본의 대표적인 기리시탄 다이묘로서 알려져 있다. 로마 가톨릭교회의 복자. 세례명은 후스토, 주스투(스페인어: Justo, 포르투갈어: Justo, 정의로운 자)이다.
아버지는 셋쓰국인 다카야마 도모테루(高山友照)이며 어머니는 마리아이다. 셋쓰국인 나카가와 기요히데와는 사촌형제간이다.
1563년 아버지와 함께 영세를 받았다. 이후 건실한 신앙 생활을 계속했는데 자신이 섬기는 주군은 항상 징크스격으로 패망하였다. 1587년 도요토미 히데요시가 바테렌 추방령을 내림에 따라 그리스도교에 온건한 입장이던 마에다 도시이에에게 의존하였다. 이후 도쿠가와 이에야스가 그리스도교 금령을 공포하자 우콘은 추방되다시피 필리핀의 마닐라로 이주하고 마지막 여생은 그곳에서 보냈다.

## 같이 보기
- 기독교 박해
- 일본 로마가톨릭의 역사